# San Juan Soconusco
La communauté indigène de San Juan Soconusco (également orthographié Xoconusco), est située dans la municipalité de Donato Guerra, dans l'État de Mexico, au Mexique. Les initiatives économiques de la ville ont acquis la reconnaissance de l'État de Mexico en 2007. Parmi ces derniers figurent la mise en place de l'agro-industrie et de la pisciculture dans la région.
La création d'une pépinière créée spécifiquement pour fournir des plantes à la Réserve de biosphère du papillon monarque (Reserva de la Biosfera de Mariposa Monarca). La pépinière produit jusqu'à 800 000 plants par an et avec ceux-ci, la biosphère est capable de travailler sur la réappropriation de l'espace avec des plantes indigènes.